# Seattle Seahawks 2017
La stagione 2017 dei Seattle Seahawks è stata la 42ª della franchigia nella National Football League, la 16ª giocata nel CenturyLink Field (precedentemente conosciuto come Qwest Field) e l'ottava con Pete Carroll come capo-allenatore. Per la prima volta dalla stagione 2011 la squadra non si è qualificata per i playoff, terminando seconda nella division con un bilancio di 9 vittorie e 7 sconfitte. Russell Wilson è diventato il primo giocatore della storia della franchigia a guidare la lega in passaggi da touchdown con 34.

## Scelte nel Draft 2017
| Scelte dei Seahawks nel Draft 2017 |        |                  |       |                   |       |
| Giro                               | Scelta | Giocatore        | Ruolo | College           | Note  |
| 2                                  | 35     | Malik McDowell   | DT    | Michigan State    | [ 3 ] |
| 2                                  | 58     | Ethan Pocic      | C     | LSU               | [ 3 ] |
| 3                                  | 90     | Shaquill Griffin | CB    | Central Florida   | [ 3 ] |
| 3                                  | 95     | Delano Hill      | S     | Michigan          | [ 3 ] |
| 3                                  | 102    | Nazair Jones     | DT    | North Carolina    | [ 3 ] |
| 3                                  | 106    | Amara Darboh     | WR    | Michigan          | [ 3 ] |
| 4                                  | 111    | Tedric Thompson  | S     | Colorado          | [ 4 ] |
| 6                                  | 187    | Mike Tyson       | S     | Cincinnati        | [ 5 ] |
| 6                                  | 210    | Justin Senior    | OT    | Mississippi State | [ 6 ] |
| 7                                  | 226    | David Moore      | WR    | East Central      | [ 7 ] |
| 7                                  | 249    | Chris Carson     | RB    | Oklahoma State    | [ 8 ] |

|  | Scelta compensatoria |

Note
- I Seahawks scambiarono la loro scelta del primo giro (la 26ª assoluta) con gli Atlanta Falcons in cambio delle loro scelte del primo, terzo e settimo giro, le numero 31, 95 e 249 assolute, rispettivamente. I Seahawks scambiarono poi la selezione numero 31 coi San Francisco 49ers per le scelte del secondo e del quarto giro dei 49ers, la 34 e 111, rispettivamente. Seattle scambiò nuovamente la 34 coi Jacksonville Jaguars per le loro scelte del secondo e sesto giro, le numero 35 e 187, rispettivamente.
- I Seahawks scambiarono la loro scelta del quarto giro, assieme a una scelta del settimo giro del 2016 con i New England Patriots in cambio delle loro scelte del quinto e del settimo giro del 2016.
- Ai Seahawks fu revocata la scelta del quinto giro come punizione per avere violato le regole sui contatti durante degli allenamenti nella stagione precedente.
- I Seahawks acquisirono una scelta del settimo giro in cambio della cessione del wide receiver Kevin Norwood ai Carolina Panthers.

## Cambiamenti del roster

### Acquisizioni
| Ruolo | Giocatore         | Squadra 2016         | Note                |
| ----- | ----------------- | -------------------- | ------------------- |
| CB    | Perrish Cox       | Tennessee Titans     | Firma il 18 gennaio |
| K     | Blair Walsh       | Minnesota Vikings    | Firma il 9 febbraio |
| OG    | Luke Joeckel      | Jacksonville Jaguars | Firma il 9 marzo    |
| RB    | Eddie Lacy        | Green Bay Packers    | Firma il 14 marzo   |
| OG    | Oday Aboushi      | Houston Texans       | Firma il 17 marzo   |
| LB    | Arthur Brown      | New York Jets        | Firma il 17 marzo   |
| S     | Bradley McDougald | Tampa Bay Buccaneers | Firma il 22 marzo   |
| K     | John Lunsford     | Free Agent           | Firma il 22 marzo   |
| LB    | Michael Wilhoite  | San Francisco 49ers  | Firma il 23 marzo   |
| LB    | Terence Garvin    | Washington Redskins  | Firma il 24 marzo   |
| DE    | Dion Jordan       | Miami Dolphins       | Firma l'11 aprile   |
| LB    | Kache Palacio     | Seattle Seahawks     | Firma il 18 aprile  |
| QB    | Jake Heaps        | Free Agent           | Firma il 1º maggio  |
| DE    | David Bass        | Tennessee Titans     | Firma l'8 maggio    |
| RB    | Mike Davis        | San Francisco 49ers  | Firma l'8 maggio    |
| TE    | Bryce Williams    | LA Rams              | Firma il 10 maggio  |
| FB    | Kyle Coleman      | Seattle Seahawks     | Firma il 15 maggio  |
| CB    | Marcus Cromartie  | San Francisco 49ers  | Firma il 31 maggio  |
| QB    | Austin Davis      | Denver Broncos       | Firma il 5 agosto   |

|  | Indica che il giocatore era free agent nei confronti della propria squadra alla fine della stagione 2016. |

### Scambi
| Compensazione ricevuta                 | Giocatore/scelte scambiate                       | Squadra             | Note                                |
| -------------------------------------- | ------------------------------------------------ | ------------------- | ----------------------------------- |
| scelta 5º giro (draft 2018)            | Marshawn Lynch scelta 6º giro (draft 2018)       | Oakland Raiders     | Scambio finalizzato il 26 aprile    |
| D.J. Alexander                         | Kevin Pierre-Louis                               | Kansas City Chiefs  | Scambio finalizzato il 28 luglio    |
| Matt Tobin scelta 7º giro (draft 2018) | scelta 5º giro (draft 2018)                      | Philadelphia Eagles | Scambio finalizzato il 21 agosto    |
| Sheldon Richardson                     | Jermaine Kearse scelta 2º o 3º giro (draft 2018) | New York Jets       | Scambio finalizzato il 1º settembre |

## Staff
| Staff dei Seattle Seahwaks nel 2017 |
| --- |
| Organi dirigenziali - Chairman: Paul Allen - Presidente: Peter McLoughlin - General Manager: John Schneider Capo allenatore - Pete Carroll - Assistente/Offensive Line – Tom Cable - Assistente/Difesa - Micheal Barrow Altri allenatori - Preparatore atletico – Chris Carlisle - Assistente – Mondray Gee - Assistente – Jamie Yancher Allenatori dell'attacco - Coordinatore offensivo: Darrell Bevell - Quarterback: Carl Smith - Assistente Quarterback: Dave Canales - Running Back: Sherman Smith - Wide Receiver: Kippy Brown - Tight End: Pat McPherson - Assistente della Offensive Line: Pat Ruel - Assistente attacco – Will Harriger - Controllo qualità attacco – Keith Carter Allenatori della difesa - Coordinatore difensivo: Kris Richard - Defensive Line – Travis Jones - Defensive Line - Clint Hurtt - Linebacker – Micheal Barrow - Assistente linebacker - Lofa Tatupu - Defensive Back – Andre Curtis - Assistente difesa – John Glenn Allenatori dello special team - Coordinatore special team: Brian Schneider - Assistente special team: Nick Sorensen e Chad Morton |

## Roster
| Roster dei Seattle Seahawks nel 2017 |
| --- |
| Quarterback - 6 Austin Davis - 3 Russell Wilson Running Back - 27 Eddie Lacy - 37 J.D. McKissic - 22 C.J. Prosise - 34 Thomas Rawls Wide Receiver - 89 Doug Baldwin - 84 Amara Darboh - 16 Tyler Lockett - 19 Tanner McEvoy - 10 Paul Richardson Tight End - 88 Jimmy Graham - 81 Nick Vannett - 82 Luke Willson Offensive Linemen - 75 Oday Aboushi G - 68 Justin Britt C - 76 Duane Brown T - 63 Mark Glowinski G - 65 Germain Ifedi T - 78 Luke Joeckel G - 70 Rees Odhiambo T - 77 Ethan Pocic C - 64 Jordan Roos G - 73 Matt Tobin T Defensive Linemen - 72 Michael Bennett DE - 55 Frank Clark DE - 93 Dwight Freeney DE - 67 Branden Jackson DE - 99 Quinton Jefferson DE - 92 Nazair Jones DT - 90 Jarran Reed DT - 91 Sheldon Richardson DT - 98 Garrison Smith DT - 97 Marcus Smith DE Linebacker - 58 D.J. Alexander OLB - 59 Josh Forrest OLB - 52 Terence Garvin OLB - 54 Bobby Wagner MLB - 57 Michael Wilhoite MLB - 50 K.J. Wright OLB Defensive Back - 31 Kam Chancellor SS - 28 Justin Coleman CB - 26 Shaquill Griffin CB - 42 Delano Hill SS - 20 Jeremy Lane CB - 30 Bradley McDougald FS - 25 Richard Sherman CB - 29 Earl Thomas FS - 33 Tedric Thompson SS - 23 Neiko Thorpe CB Special Team - 69 Tyler Ott LS - 9 Jon Ryan P - 7 Blair Walsh K Lista delle riserve - 56 Cliff Avril DE (IR) - 32 Chris Carson RB (IR) - 21 DeAndre Elliott CB (IR) - 74 George Fant OT (IR) - 48 Christian French DE (IR) - 95 Dion Jordan DE (NF-Inj.) - 38 Tre Madden FB (IR) - 94 Malik McDowell DT (NF-Inj.) - 41 Dewey McDonald OLB (IR) - 65 Justin Senior OT (IR) - 35 DeShawn Shead CB (PUP) Squadra di allenamento - 79 Isaiah Battle OT - 2 Trevone Boykin QB - 61 Rodney Coe DT - 39 Mike Davis RB - 53 Joey Hunt C - 59 Joseph Jones LB - 36 Akeem King CB - 83 David Moore WR - 46 Tyrone Swoopes TE - 40 Mike Tyson CB 53 attivi, 9 inattivi, 10 nella squadra di allenamento |
| Legenda - I rookie sono in corsivo. - Il primo ruolo è il principale mentre gli eventuali successivi indicano i ruoli secondari. - (IR) sta per Injured Reserve ed indica la lista ristretta per un solo giocatore infortunato che può tornare ad allenarsi dopo la settimana 6 e a rientrare in prima squadra dopo che questa ha giocato 8 partite. - (NF-Inj.) / (NF-Ill.) stanno rispettivamente per Non-Football Injured e Non-Football Illness ed indicano le liste dove viene inserito un giocatore che ha un infortunio o una malattia non dipendente dal football americano. - (PUP) sta per Physically Unable to Perform ed indica la lista dove viene inserito un giocatore mentre è in attesa di recuperare la condizione fisica. Nella stagione regolare dopo la sesta partita giocata dalla propria squadra, il giocatore ha tempo tre settimane per riprendere ad allenarsi, più tre settimane aggiuntive dal suo rientro agli allenamenti per rientrare in prima squadra. |

## Partite

### Pre-stagione
| Turno | Data      | Ora           | Avversario              | Risultato | Risultato | Stadio                          | TV        | NFL.com recap |
| Turno | Data      | Ora           | Avversario              | Punteggio | Record    | Stadio                          | TV        | NFL.com recap |
| ----- | --------- | ------------- | ----------------------- | --------- | --------- | ------------------------------- | --------- | ------------- |
| 1     | 13 agosto | 5:00 p.m. PDT | at Los Angeles Chargers | V 48–17   | 1–0       | StubHub Center                  | KCPQ/NFLN | Recap         |
| 2     | 18 agosto | 7:00 p.m. PDT | Minnesota Vikings       | V 20–13   | 2–0       | CenturyLink Field               | KCPQ/NFLN | Recap         |
| 3     | 25 agosto | 5:00 p.m. PDT | Kansas City Chiefs      | V 26–13   | 3–0       | CenturyLink Field               | CBS       | Recap         |
| 4     | 31 agosto | 7:00 p.m. PDT | at Oakland Raiders      | V 17–13   | 3–0       | Oakland-Alameda County Coliseum | KCPQ/NFLN | Recap         |

### Stagione regolare
Il calendario della stagione è stato annunciato il 20 aprile 2017.
| Turno | Data               | Ora                | Avversario              | Risultato          | Risultato          | Stadio                        | TV                 | NFL.com recap      |
| Turno | Data               | Ora                | Avversario              | Punteggio          | Record             | Stadio                        | TV                 | NFL.com recap      |
| ----- | ------------------ | ------------------ | ----------------------- | ------------------ | ------------------ | ----------------------------- | ------------------ | ------------------ |
| 1     | 10 settembre       | 1:25 p.m. PDT      | at Green Bay Packers    | S 9–17             | 0–1                | Lambeau Field                 | Fox                | Recap              |
| 2     | 17 settembre       | 1:25 p.m. PDT      | San Francisco 49ers     | V 12–9             | 1–1                | CenturyLink Field             | Fox                | Recap              |
| 3     | 24 settembre       | 1:05 p.m. PDT      | at Tennessee Titans     | S 27–33            | 1–2                | Nissan Stadium                | Fox                | Recap              |
| 4     | 1º ottobre         | 5:30 p.m. PDT      | Indianapolis Colts      | V 46–18            | 2–2                | CenturyLink Field             | NBC                | Recap              |
| 5     | 8 ottobre          | 1:05 p.m. PDT      | at Los Angeles Rams     | V 16–10            | 3–2                | Los Angeles Memorial Coliseum | CBS                | Recap              |
| 6     | Settimana di pausa | Settimana di pausa | Settimana di pausa      | Settimana di pausa | Settimana di pausa | Settimana di pausa            | Settimana di pausa | Settimana di pausa |
| 7     | 22 ottobre         | 4:25 p.m. PDT      | at New York Giants      | V 24–7             | 4–2                | MetLife Stadium               | CBS                | Recap              |
| 8     | 29 ottobre         | 1:05 p.m. PDT      | Houston Texans          | V 41–38            | 5–2                | CenturyLink Field             | CBS                | Recap              |
| 9     | 5 novembre         | 1:05 p.m. PST      | Washington Redskins     | S 14–17            | 5–3                | CenturyLink Field             | Fox                | Recap              |
| 10    | 9 novembre         | 5:25 p.m. PST      | at Arizona Cardinals    | V 22–16            | 6–3                | University of Phoenix Stadium | NBC/NFLN/Amazon    | Recap              |
| 11    | 20 novembre        | 5:30 p.m. PST      | Atlanta Falcons         | S 31–34            | 6–4                | CenturyLink Field             | ESPN               | Recap              |
| 12    | 26 novembre        | 1:05 p.m. PST      | at San Francisco 49ers  | V 24–13            | 7–4                | Levi's Stadium                | Fox                | Recap              |
| 13    | 3 dicembre         | 5:30 p.m. PST      | Philadelphia Eagles     | V 24–10            | 8–4                | CenturyLink Field             | NBC                | Recap              |
| 14    | 10 dicembre        | 10:00 a.m. PST     | at Jacksonville Jaguars | S 24–30            | 8–5                | EverBank Field                | Fox                | Recap              |
| 15    | 17 dicembre        | 1:05 p.m. PST      | Los Angeles Rams        | S 7–42             | 8–6                | CenturyLink Field             | Fox                | Recap              |
| 16    | 24 dicembre        | 1:25 p.m. PST      | at Dallas Cowboys       | V 21–12            | 9–6                | AT&T Stadium                  | Fox                | Recap              |
| 17    | 31 dicembre        | 1:25 p.m. PST      | Arizona Cardinals       | S 24–26            | 9–7                | CenturyLink Field             | Fox                | Recap              |

Note
- Gli avversari della propria division sono in grassetto.

## Classifiche

### Division
| NFC West             | NFC West | NFC West | NFC West | NFC West | NFC West | NFC West | NFC West | NFC West | NFC West |
|                      | V        | P        | N        | %        | DIV      | CONF     | PF       | PS       | STR      |
| -------------------- | -------- | -------- | -------- | -------- | -------- | -------- | -------- | -------- | -------- |
| (3) Los Angeles Rams | 11       | 5        | 0        | .688     | 4–2      | 7–5      | 478      | 329      | P1       |
| Seattle Seahawks     | 9        | 7        | 0        | .563     | 4–2      | 7–5      | 366      | 332      | P1       |
| Arizona Cardinals    | 8        | 8        | 0        | .500     | 3–3      | 5–7      | 295      | 361      | V2       |
| San Francisco 49ers  | 6        | 10       | 0        | .375     | 1–5      | 3–9      | 331      | 383      | V5       |

### Conference
| Classifica della NFC 2017                                | Classifica della NFC 2017  | Classifica della NFC 2017 | Classifica della NFC 2017 | Classifica della NFC 2017 | Classifica della NFC 2017 | Classifica della NFC 2017 | Classifica della NFC 2017 | Classifica della NFC 2017 | Classifica della NFC 2017 | Classifica della NFC 2017 | Classifica della NFC 2017 | Classifica della NFC 2017 |
| #                                                        | Squadra                    | Division                  | V                         | P                         | N                         | %                         | DIV                       | CONF                      | PF                        | PS                        | D                         | STR                       |
| -------------------------------------------------------- | -------------------------- | ------------------------- | ------------------------- | ------------------------- | ------------------------- | ------------------------- | ------------------------- | ------------------------- | ------------------------- | ------------------------- | ------------------------- | ------------------------- |
| Vincitori delle division                                 |                            |                           |                           |                           |                           |                           |                           |                           |                           |                           |                           |                           |
| 1                                                        | xyz* – Philadelphia Eagles | East                      | 13                        | 3                         | 0                         | 81,3%                     | 5-1                       | 10-2                      | 457                       | 295                       | 162                       | P-1                       |
| 2                                                        | xyz – Minnesota Vikings    | North                     | 13                        | 3                         | 0                         | 81,3%                     | 5-1                       | 10-2                      | 382                       | 252                       | 130                       | V-3                       |
| 3                                                        | xy – Los Angeles Rams      | West                      | 11                        | 5                         | 0                         | 68,8%                     | 4-2                       | 7-5                       | 478                       | 329                       | 149                       | P-1                       |
| 4                                                        | xy – New Orleans Saints    | South                     | 11                        | 5                         | 0                         | 68,8%                     | 4-2                       | 8-4                       | 448                       | 326                       | 122                       | P-1                       |
| Wild Card                                                |                            |                           |                           |                           |                           |                           |                           |                           |                           |                           |                           |                           |
| 5                                                        | xw – Carolina Panthers     | South                     | 11                        | 5                         | 0                         | 68,8%                     | 3-3                       | 7-5                       | 363                       | 327                       | 36                        | P-1                       |
| 6                                                        | xw – Atlanta Falcons       | South                     | 10                        | 6                         | 0                         | 62,5%                     | 4-2                       | 9-3                       | 353                       | 315                       | 38                        | V-1                       |
| Non qualificate per i playoff                            |                            |                           |                           |                           |                           |                           |                           |                           |                           |                           |                           |                           |
| 7                                                        | Detroit Lions              | North                     | 9                         | 7                         | 0                         | 56,3%                     | 5-1                       | 8-4                       | 410                       | 376                       | 34                        | V-1                       |
| 8                                                        | Seattle Seahawks           | West                      | 9                         | 7                         | 0                         | 56,3%                     | 4-2                       | 7-5                       | 366                       | 332                       | 34                        | P-1                       |
| 9                                                        | Dallas Cowboys             | East                      | 9                         | 7                         | 0                         | 56,3%                     | 5-1                       | 7-5                       | 354                       | 332                       | 22                        | V-1                       |
| 10                                                       | Arizona Cardinals          | West                      | 8                         | 8                         | 0                         | 50%                       | 3-3                       | 5-7                       | 295                       | 361                       | -66                       | V-2                       |
| 11                                                       | Green Bay Packers          | North                     | 7                         | 9                         | 0                         | 43,8%                     | 2-4                       | 5-7                       | 320                       | 384                       | -64                       | P-3                       |
| 12                                                       | Washington Redskins        | East                      | 7                         | 9                         | 0                         | 43,8%                     | 1-5                       | 5-7                       | 342                       | 388                       | -46                       | P-1                       |
| 13                                                       | San Francisco 49ers        | West                      | 6                         | 10                        | 0                         | 37,5%                     | 1-5                       | 3-9                       | 331                       | 383                       | -52                       | V-5                       |
| 14                                                       | Tampa Bay Buccaneers       | South                     | 5                         | 11                        | 0                         | 31,3%                     | 1-5                       | 3-9                       | 335                       | 382                       | -47                       | V-1                       |
| 15                                                       | Chicago Bears              | North                     | 5                         | 11                        | 0                         | 31,3%                     | 0-6                       | 1-11                      | 264                       | 320                       | -56                       | P-1                       |
| 16                                                       | New York Giants            | East                      | 3                         | 13                        | 0                         | 18,8%                     | 1-5                       | 1-11                      | 246                       | 388                       | -142                      | V-1                       |
| Legenda                                                  |                            |                           |                           |                           |                           |                           |                           |                           |                           |                           |                           |                           |
| w — Qualificata ai playoff come wild card                |                            |                           |                           |                           |                           |                           |                           |                           |                           |                           |                           |                           |
| x — Qualificata ai playoff                               |                            |                           |                           |                           |                           |                           |                           |                           |                           |                           |                           |                           |
| y — Vincitrice della division                            |                            |                           |                           |                           |                           |                           |                           |                           |                           |                           |                           |                           |
| z — Qualificata direttamente al secondo turno di playoff |                            |                           |                           |                           |                           |                           |                           |                           |                           |                           |                           |                           |
| * — Vantaggio del fattore campo nei playoff              |                            |                           |                           |                           |                           |                           |                           |                           |                           |                           |                           |                           |

## Leader della squadra

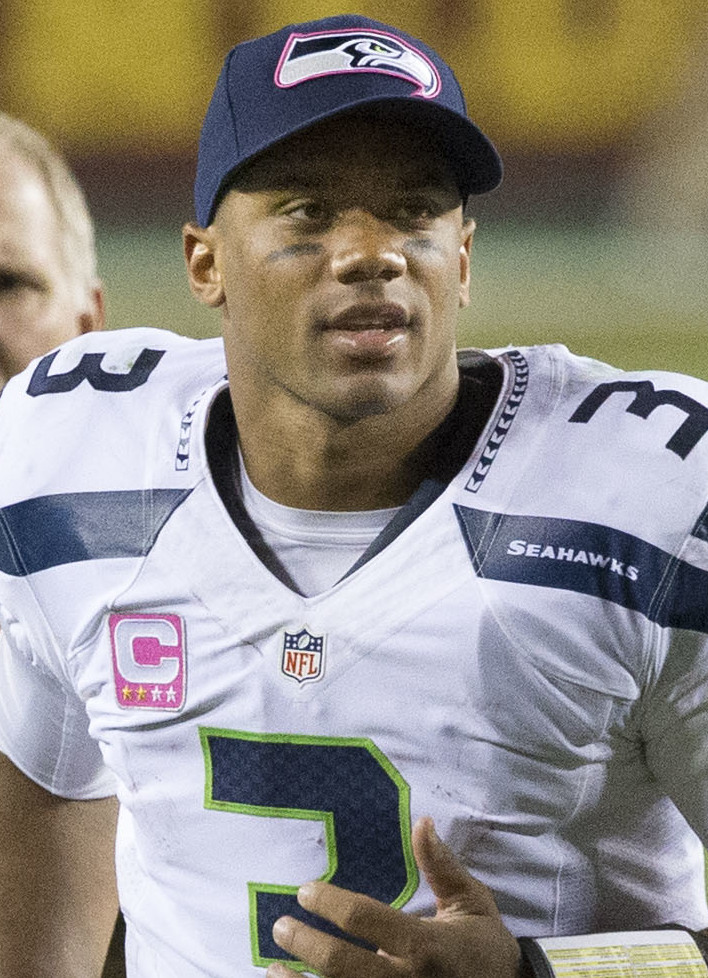
Nel 2017, Russell Wilson guidò la NFL con 34 passaggi da touchdown

| Leader della squadra   |                                                         |           |
| Categoria              | Giocatore                                               | N.        |
| Yard passate           | Russell Wilson                                          | 3.983     |
| Touchdown passati      | Russell Wilson                                          | 34†       |
| Yard corse             | Russell Wilson                                          | 586 yard  |
| Touchdown su corsa     | Russell Wilson                                          | 3         |
| Yard ricevute          | Doug Baldwin                                            | 991 yard  |
| Touchdown su ricezione | Jimmy Graham                                            | 10        |
| Tackle totali          | Bobby Wagner                                            | 133       |
| Sack                   | Frank Clark                                             | 9,0       |
| Intercetti             | Richard Sherman Bobby Wagner Justin Coleman Earl Thomas | 2         |
| Punti segnati          | Blair Walsh                                             | 100 punti |

† Leader stagionale NFL
† Record di franchigia pareggiato

## Premi individuali

### Pro Bowler
Quattro giocatori dei Seahawks sono stati inizialmente convocati per il Pro Bowl 2018:
- Russell Wilson, quarterback, 4ª convocazione
- Jimmy Graham, tight end, 5ª convocazione
- Bobby Wagner, linebacker, 4ª convocazione
- Earl Thomas, free safety, 6ª convocazione

Ad essi successivamente si è aggiunto il wide receiver Doug Baldwin, alla seconda selezione consecutiva, convocato al posto dell'infortunato Larry Fitzgerald degli Arizona Cardinals.

### All-Pro
Tre giocatori dei Seahawks sono stati inseriti dall'Associated Press nella formazione ideale della stagione All-Pro: Bobby Wagner nel First-team mentre Earl Thomas e Tyler Lockett nel Second-team.

### Premi settimanali e mensili
- Earl Thomas:

difensore della NFC della settimana 5
- Russell Wilson:

giocatore offensivo della NFC della settimana 8
quarterback della settimana 8
giocatore offensivo della NFC della settimana 13
- Tyler Lockett:

giocatore degli special team della NFC della settimana 11